# Dan Șova
Dan-Coman Șova (ur. 9 kwietnia 1973 w Bukareszcie) – rumuński polityk, prawnik i nauczyciel akademicki, senator, w latach 2012–2014 minister.

## Życiorys
W 1995 ukończył studia na wydziale prawa Uniwersytetu Bukareszteńskiego, a w 2001 został absolwentem wydziału historii tej uczelni. Doktoryzował się w 2005 z prawa na tym samym uniwersytecie. W 2007 uzyskał magisterium z prawa podatkowego w London School of Economics. W 1995 podjął praktykę w zawodzie adwokata. W 1996 został nauczycielem akademickim na Uniwersytecie Bukareszteńskim. W latach 2002–2006 był redaktorem periodyku „Revista Română de Drept al Afacerilor”, poświęconego prawu gospodarczemu.
W 2003 wstąpił do Partii Socjaldemokratycznej. W latach 2008–2016 przez dwie kadencje był członkiem Senatu. W sierpniu 2012 powołany na ministra ds. kontaktów z parlamentem w rządzie Victora Ponty. W grudniu 2012 w jego drugim gabinecie objął funkcję ministra delegowanego ds. projektów infrastrukturalnych i inwestycji zagranicznych. W marcu 2014 przeszedł na urząd ministra transportu w trzecim rządzie Victora Ponty, stanowisko to zajmował do czerwca tegoż roku.
Objęty postępowaniem karnym w sprawie korupcyjnej dotyczącej elektrowni cieplnej CET Govora, w 2021 został skazany na karę 4 lat pozbawienia wolności.